# 鄖陽府

郧阳府在湖北省的位置（1820年）

鄖陽府，中国明朝、清朝时的行政区划——府，明朝至清初属湖廣，湖廣分为湖北、湖南之后属湖北。
成化十二年（1476年）十二月，分襄阳府設置鄖陽府，治所在鄖县（即今湖北省十堰市郧阳区）。下领七县：郧县、房县、竹山县、竹溪县、上津县、郧西县、保康县。辖境相当今湖北省郧县、保康县以西地区。清朝初年沿袭明制，顺治十六年（1659年），上津县并入郧西县。康熙三年（1664年），属湖北，下领六县：郧县、房县、竹山县、竹谿县、保康县、郧西县。评价：繁，疲，难。隶安襄郧荆道。辛亥革命后，全国废府州厅改县，民国元年（1912年），废除鄖陽府。丹江口水庫建設後，鄖陽古城現被淹沒在水庫之下。

## 延伸阅读
[在维基数据编辑]
 《欽定古今圖書集成·方輿彙編·職方典·鄖陽府部》，出自陈梦雷《古今圖書集成》